# Херберт, Йоханнес
Йоханнес Фридрих Херберт (нем. Johannes Friedrich Herbert; 12 октября 1912, Грос-Циммерн, Гессен, Германия — Штутгарт,  Баден-Вюртемберг, ФРГ) — немецкий борец вольного стиля, бронзовый призёр Олимпийских игр по борьбе. 

## Биография
Начал заниматься борьбой в 1925 году. 
В 1935 и 1936 годах был бронзовым призёром чемпионата Германии как по вольной борьбе, так и по греко-римской борьбе. В отборочных соревнованиях, где он конкурировал в частности с Якобом Бренделем, был отобран для участия в Олимпийских играх, где завоевал бронзовую медаль в легчайшем весе.
См. таблицу турнира
В 1938 году занял второе место на чемпионате Германии по греко-римской борьбе. Начавшаяся в 1939 году война остановила спортивную карьеру борца. 
После войны долгое время работал спортивным судьёй. 
Умер в 1978 году. 